# 卡尔·克里斯蒂安·弗里德里希·克劳泽

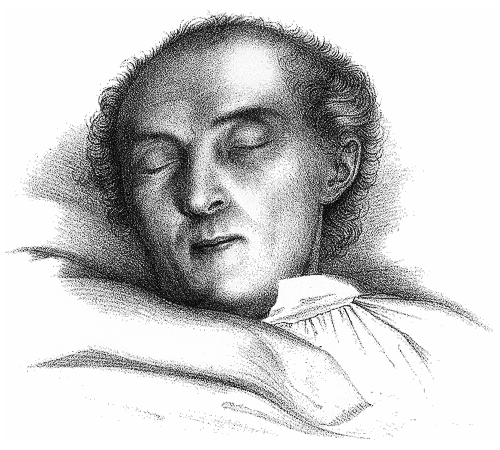
克勞斯

卡尔·克里斯蒂安·弗里德里希·克劳泽（1781年5月6日—1832年9月27日） 德国哲学家，出生于今天德图林根自由邦。克勞斯是弗里德里希·谢林的學生。
克勞斯尋求统一基督教的有神論教條和泛神論的普遍的概念。1828 年, 他创立了超泛神論的理論。 这一理论认为宇宙是上帝的一部分，但上帝的其它部份超越宇宙。由于克勞斯的著作非常複雜和難讀，他在当时沒有能够发展出大批追随者。